# The Veldt
The Veldt è un singolo realizzato dal disc jockey e produttore discografico canadese deadmau5.
La traccia è ispirata all'omonimo racconto dello scrittore Ray Bradbury, contenuto nell'antologia The Illustrated Man del 1951, pubblicato in Italia con il titolo La Savana nella raccolta Il Gioco dei Pianeti. Inizialmente la traccia non doveva essere cantata ma, quando Chris James pubblicò sull'account Twitter di Zimmerman un possibile arrangiamento vocale della canzone, quest'ultimo ne rimase molto colpito e accettò immediatamente la collaborazione.
Nel 2023 Ultra pubblica un mashup del singolo con la canzone Cinema di Benny Benassi e Gary Go realizzato dal disc jockey Bynx.

## Tracce
Singolo digitale
1. The Veldt (Radio Edit) – 2:50
2. The Veldt (8 Minute Edit) – 8:40

EP digitale
1. The Veldt (Original Mix) – 11:34
2. Failbait (feat. Cypress Hill) – 4:51
3. The Veldt (Freeform Five Remix) – 3:13
4. The Veldt (Tommy Trash Short Edit) – 4:13